# Agrotis pepoli
Agrotis pepoli là một loài bướm đêm trong họ Noctuidae.